# Let 77 American Airlines
Let 77 American Airlines je bil redni komercialni let potniškega letala Boeing 757-223 družbe American Airlines, ki se je 11. septembra 2001 zaletel v sedež ameriškega obrambnega ministrstva v Pentagonu blizu glavnega mesta Washington D.C. Pri tem je na letalu umrlo vseh 64 ljudi, vključno s petimi teroristi Al Kaide, ki so ugrabili letalo.   
Letalo je vzletelo iz mednarodnega letališča Washington Dulles in je bilo namenjeno v Los Angeles. 31 minut po vzletu so ugrabitelji vdrli v pilotsko kabino, ubili pilota in kopilota, ugrabili letalo, prestrašili potnike ter ubili preostalo posadke. Eden od ugrabiteljev in izkušen arabski pilot Hani Hanjour je prevzel nadzor nad letalom. Po ugrabitvi so potniki začeli telefonirati prijateljem in družinam ter posredovali informacije o ugrabitvi.
Ob 9:37:46 se je letalo zaletelo v zahodni del Pentagona z hitrostjo 755 km na uro. Veliko ljudi je pričalo o nesreči in v nekaj minutah so se razširile novice o nesreči. Trk je močno poškodoval velik del Pentagona in povzročil velik požar. Del stavbe v katerega se je letalo zaletelo se je porušil; v stavbi je umrlo 125 ljudi, med njimi veliko vojakov, gasilcev, reševalcev in policajev. Poškodovan in porušen del Pentagona so obnovili do leta 2002. Pri obnovljenem delu Pentagona so postavili 184 spomenikov, za vsako žrtev enega. Park vsebuje tudi klop za vsako žrtev, razporejene so glede na njihovo leto rojstva od 1930 do 1998. 

## Ugrabitelji
Med ugrabitelji na letu 77 je bil tudi pilot Hani Hanjour. Njegova naloga je bila pilotirati letalo tarče in vanjo trčiti. Na krovu so bili tudi štirje mišični ugrabitelji. Njihova naloga je bila vdreti v pilotsko  kabino in obvladovati posadko in potnike. To so bili: Khalid al-Mihdhar, Majed Moqued, Nawaf al-Hazmi in Salem al-Hazmi. 

## Posadka
Na tem letu je ta dan svojo dolžnost opravljalo letalo Boeing 757-223. Na njem je bilo 58 potnikov. Kapitan letala je bil Charles Burlingame, prvi častnik David Charlebois in stevardese Michele Heidenberger, Jennifer Lewis, Kenneth Lewis in Renne May. 

## Let
American 77 je z letališča Washington Dulles vzletel ob 8:20. Po vzletu se je letalo obrnilo proti zahodu ter nadeljevalo let v Los Angeles. Ugrabitelji so z akcijo začeli ob 8:51. American 11 je ravno zadel severni stolp WTC - ja, United 175 pa je bil ravno ugrabljen. Za razliko od drugih treh letov, ugrabitelji na letu 77 niso takoj zabodili obeh pilotov, temveč so ju skupaj s preostalimi potniki napodili na konec letala in ju kmalu po ugrabitvi zabodili. Ob 8:54 je Hani Hanjour spustil letalo na višino približno 12.400 metrov ter začel obračati proti tarči. Letalo se je obrnilo nazaj proti vzhodu. Ob 8:56 Hanjour je izključil radijski kontrolnik. Zaradi tega nadzorniki niso mogli vzpostaviti povezave z letalom in so zato mislili, da je Boeing 757-223 ob 9:09 že strmoglavil, šest minut potem, ko je United 175 zadel južni stolp WTC - ja. Ob 9:10 je Hanjour prijel v roke mikrofon in potnikom ter posadki povedal naslednje: "Halo, tukaj kapitan. Na letalu je bomba in na letališče se vračamo z zahtevami. Samo ostanite mirni". Med tem, ko so se ugrabitelji približevali tarči, so potniki govorili z svojci na tleh. Ti so jim povedali za napad na WTC. Za razliko od potnikov na letu 93, potniki na letu 77 niso mogli ničesar narediti, saj so jih mišični ugrabitelji skozi kontrolirali. Nadzorniki na letališču Washington Dulles so letalo na radijskih zaslonih znova zaznali ob 9:35, ko se je American 77 začel spuščati nad Arlingtonom. Nadzorniki so menili, da gre za vojaški napad, zaradi visoke hitrosti in manevriranja. Nadzorniki letališča so zaprosili nadzorno letalo Lockheed C-130 Hercules, naj prepozna letalo in mu sledi. American 77 se je malo nagnil in ob 9:37 trčil v Pentagon s hitrostjo 755 km/h. Ko je pilot letala C-130 pogledal proti zahodni strani Pentagona, je opazil velik črn gost dim ter nadzornikom letališča Dulles poročal: "Mislim, da je letalo strmoglavilo v Pentagon". 

## Spomin
Po napadih so do leta 2002 obnovili porušen del Pentagona. Na kraju nesreče so pokopali še 25 drugih žrtev, postavili so 184 spomenikov, za vsako žrtev enega. Naredili so tudi park, ki vsebuje po eno klop za vsako žrtev. Razporejene so glede na njihovo leto rojstva od 1930 do 1998.  